# Ministerul Educației și Cercetării (România)
Ministerul Educației și Cercetării este organismul Guvernului României care coordonează sistemul de învățământ din România, stabilește obiectivele sistemului de învățământ în ansamblul său, precum și obiectivele educaționale pe niveluri și profiluri de învățământ.
Ministerul Educației și Cercetării decide anual prin ordin al ministrului structura anului de învățământ din România. 
Ministru al Educației este Daniel David.

## Funcțiile Ministerului Educației și Cercetării
În exercitarea atribuțiilor sale, Ministerul Educației și Cercetării consultă, după caz, societățile științifice naționale ale cadrelor didactice, federațiile sindicale reprezentative la nivel de ramură, structurile asociative ale autorităților administrației publice locale, ca parteneri sociali, și organizațiile studențești și de elevi, recunoscute pe plan național.

## Structura Ministerului Educației și Cercetării
Ministerul Educației și Cercetării din România este organizat într-o structură complexă pentru a gestiona sistemul educațional la nivel național. Liderul principal și responsabil pentru formularea politicilor educaționale și implementarea strategiilor naționale este Ministrul Educației și Cercetării, Daniel David, urmat de secretari de stat care sunt responsabili pentru diverse domenii specifice ale educației și secretarul general și secretarii adjuncți generali care ajută la gestionarea activităților operative, administrative și logistice ale ministerului.

## Lista Miniștrilor Educației
| Nr. | Nume                 | Mandat             | Mandat             | Partid      | Cabinet                     |
| --- | -------------------- | ------------------ | ------------------ | ----------- | --------------------------- |
| 1   | Mihai Șora           | 26 decembrie 1989  | 28 iunie 1990      | Independent | Roman I                     |
| 2   | Gheorghe Ștefan      | 28 iunie 1990      | 16 octombrie 1991  | FSN         | Roman II                    |
| 3   | Mihail Golu          | 16 octombrie 1991  | 19 noiembrie 1992  | FSN         | Stolojan                    |
| 4   | Liviu Maior          | 19 noiembrie 1992  | 12 decembrie 1996  | FDSN/PDSR   | Văcăroiu                    |
| 5   | Virgil Petrescu      | 12 decembrie 1996  | 5 decembrie 1997   | PNȚCD       | Ciorbea                     |
| 6   | Andrei Marga         | 5 decembrie 1997   | 28 decembrie 2000  | PNȚCD       | Ciorbea, Vasile și Isărescu |
| 7   | Ecaterina Andronescu | 28 decembrie 2000  | 19 iunie 2003      | PSD         | Năstase                     |
| 8   | Alexandru Athanasiu  | 19 iunie 2003      | 28 decembrie 2004  | PSD         | Năstase                     |
| 9   | Mircea Miclea        | 28 decembrie 2004  | 10 noiembrie 2005  | PD          | Tăriceanu                   |
| 10  | Mihai Hărdău         | 10 noiembrie 2005  | 5 aprilie 2007     | PD          | Tăriceanu                   |
| 11  | Cristian Adomniței   | 5 aprilie 2007     | 6 octombrie 2008   | PNL         | Tăriceanu                   |
| 12  | Anton Anton          | 6 octombrie 2008   | 22 decembrie 2008  | PNL         | Tăriceanu                   |
| 13  | Ecaterina Andronescu | 22 decembrie 2008  | 1 octombrie 2009   | PSD         | Boc I                       |
| 14  | Emil Boc             | 1 octombrie 2009   | 23 decembrie 2009  | PDL         | Boc I                       |
| 15  | Daniel Funeriu       | 23 decembrie 2009  | 9 februarie 2012   | PDL         | Boc II                      |
| 16  | Cătălin Baba         | 9 februarie 2012   | 7 mai 2012         | PDL         | Ungureanu                   |
| 17  | Ioan Mang            | 7 mai 2012         | 15 mai 2012        | PSD         | Ponta I                     |
| 18  | Liviu Pop            | 15 mai 2012        | 2 iulie 2012       | Independent | Ponta I                     |
| 19  | Ecaterina Andronescu | 2 iulie 2012       | 21 decembrie 2012  | PSD         | Ponta I                     |
| 20  | Remus Pricopie       | 21 decembrie 2012  | 17 decembrie 2014  | PSD         | Ponta II și Ponta III       |
| 21  | Sorin Cîmpeanu       | 17 decembrie 2014  | 17 noiembrie 2015  | Independent | Ponta IV                    |
| 22  | Adrian Curaj         | 17 noiembrie 2015  | 5 iulie 2016       | Independent | Cioloș                      |
| 23  | Mircea Dumitru       | 5 iulie 2016       | 4 ianuarie 2017    | Independent | Cioloș                      |
| 24  | Pavel Năstase        | 4 ianuarie 2017    | 29 iunie 2017      | PSD         | Grindeanu                   |
| 25  | Liviu Pop            | 29 iunie 2017      | 29 ianuarie 2018   | PSD         | Tudose                      |
| 26  | Valentin Popa        | 29 ianuarie 2018   | 28 septembrie 2018 | PSD         | Dăncilă                     |
| 27  | Rovana Plumb         | 28 septembrie 2018 | 16 noiembrie 2018  | PSD         | Dăncilă                     |
| 28  | Ecaterina Andronescu | 16 noiembrie 2018  | 2 august 2019      | PSD         | Dăncilă                     |
| 29  | Daniel Breaz         | 2 august 2019      | 4 noiembrie 2019   | PSD         | Dăncilă                     |
| 30  | Monica Anisie        | 4 noiembrie 2019   | 23 decembrie 2020  | PNL         | Orban I și Orban II         |
| 31  | Sorin Cîmpeanu       | 23 decembrie 2020  | 29 septembrie 2022 | PNL         | Cîțu și Ciucă               |
| 32  | Ligia Deca           | 3 octombrie 2022   | 22 decembrie 2024  | PNL         | Ciucă și Ciolacu            |
| 33  | Daniel David         | 23 decembrie 2024  | prezent            | PNL         | Marcel Ciolacu              |

## Direcțiile Ministerului Educației și Cercetării
- Direcția Generală Juridică și Relația cu Parlamentul și Partenerii Sociali
  - Elaborează și avizează proiectele de acte normative care reglementează sistemul educațional.
  - Gestionează relațiile cu Parlamentul, inclusiv în procesul de aprobare a legislației.
  - Menține relații cu sindicate, asociații de părinți, organizații neguvernamentale pe teme educaționale.
- Direcția Generală Învățământ Universitar
  - Coordonează politicile și strategiile privind învățământul superior, incluzând acreditarea programelor universitare și susținerea standardelor de calitate.
  - Dezvoltă curriculum și programele de studii în colaborare cu universitățile.
  - Gestionează programele de finanțare și suport pentru universități precum burse și granturi pentru cercetare.
  - Promovează programele internaționale la nivel universitar.
- Direcția Generală Echitate și Performanță în Învățământul Preuniversitar
  - Promovează politici educaționale care să asigure accesul egal și echitabil la educație pentru toți elevii, indiferent de mediul social, economic sau geografic.
  - Dezvoltă programe de sprijin și incluziune pentru grupuri vulnerabile precum elevii din medii defavorizate sau elevii cu dizabilități.
  - Monitorizează performanța școlară și implementează măsuri pentru îmbunătățirea rezultatelor educaționale la nivel național.
- Direcția Generală Management, Cariera Didactică și Retea Școlară în învățământul preuniversitar
  - Gestionează carierele cadrelor didactice, inclusiv formarea continuă și le evaluează performanța.
  - Gestionează rețeaua școlară, cum ar fi deschiderea, închiderea sau reorganizarea unei unități de învățământ.
  - Gestionează recrutarea și retenția profesorilor, precum și respectarea standardelor și criteriilor de calitate în școli.
- Direcția Generală Relații Internaționale, Afaceri Europene și relația cu OCDE
  - Coordonează relațiile internaționale ale ministerului.
  - Coordonează integrarea României în cadrul Organizației pentru Cooperare și Dezvoltare Economică (OCDE) în domeniul educației
  - Coordonează mobilitățile internaționale la nivel preuniversitar.
- Direcția Generală Economică
  - Gestionează bugetul ministerului.
  - Monitorizează execuția bugetară și asigură utilizarea eficientă a resurselor publice.
  - Dezvoltă planuri de investiții și coordonează proiectele de infrastructură precum renovarea și dotarea unităților de învățământ.
  - Asigură raportarea și transparența fondurilor publice și europene.
- Direcția Generală pentru implementarea PNRR
  - Coordonează implementarea proiectelor din cadrul Planului Național de Redresare și Reziliență (PNRR) în sectorul educațional.
- Unitatea Centrală de Coordonare a Proiectelor finanțate din Fonduri Externe Rambursabile.
  - Coordonează proiectele educaționale care beneficiează de finanțare din fonduri externe rambursabile precum împrumuturilede la instituții financiare internaționale.

## Instituții subordonate Ministerului Educației și Cercetării
- Unitatea pentru Finanțarea Învățământului Preuniversitar
- Unitatea Executivă pentru Finanțarea Învățământului Superior și a Cercetării, Dezvoltării și Inovării (UEFISCDI)
- Agenția Națională pentru Programe Comunitare în Domeniul Educației și Formării Profesionale (ANPCDEFP)
- Agenția de Credite și Burse de Studii (ACBS)
- Agenția Română de Asigurare a Calității în Învățământul Preuniversitar (ARACIP)
- Centrul Național Pentru Politici în Educație și Evaluare (CNPEE)
- Centrul Național de Dezvoltare a Învățământului Profesional și Tehnic (CNDIPT)
- Institutul Limbii Române (ILR)
- Inspectorate școlare județene și Inspectoratul Școlar al Municipiului București - servicii publice deconcentrate ale Ministerului Educației Naționale în a căror subordine funcționează unități conexe, unități pentru activitatea extrașcolară și cluburi sportive școlare
- Comisia Națională a României pentru UNESCO
- Centrul de Cercetări Biologice din Jibou
- Federația Sportului Școlar și Universitar (FSSU)
- Centrul pentru Formare Continuă în Limba Germană
- Centrul pentru Formare Continuă în Limba Maghiară
- Secretariatul Național Român al Rețelei Universităților de la Marea Neagră
- Palatul Național al Copiilor din București
- Biblioteca Centrală Universitară din București
- Biblioteca Centrală Universitară „Mihai Eminescu" din Iași
- Biblioteca Centrală Universitară „Lucian Blaga" din Cluj-Napoca
- Biblioteca Centrală Universitară „Eugen Todoran" din Timișoara
- Autoritatea Națională pentru Calificări (ANC)
- Societatea „Editura Didactică și Pedagogică” SA
- Agenția de Administrare a Rețelei Naționale de Informatică pentru Educație și Cercetare (ARNIEC)

## Platforme digitale ale Ministerului Educației și Cercetării
Ministerul Educației și Cercetării gestionează direct sau prin intermediul agențiilor subordonate o serie de platforme informatice, care permit accesul la date și utilizarea mai eficientă a resurselor materiale și umane. Printre aceste platforme se numără:
Sistemul Informatic Integrat al Învățământului din România (SIIIR) este o platformă centrală de gestionare a datelor școlare și administrative din sistemul educațional. Acesta include date despre elevi, profesori, școli, curriculum și note. Prin el se gestionează transferul de elevi și realizarea de statistici la nivel național.
Edu.ro este portalul oficial al Ministerului Educației și Cercetării care furnizează informații despre legislație, noutăți, examene și alte aspecte administrative pentru elevi, profesori, parinți.
Platforma studyinromania.gov.ro - gestionată de UEFISCDI, oferă informații cu privire la programele de studiu oferite de instituțiile de învățământ superior din România.
Platforma ERRIS - gestionată de UEFISCDI, oferă informații cu privire la infrastructurile de cercetare disponibile în instituțiile de învățământ superior (IIS) și institutele naționale de cercetare dezvoltare (INCD).
Registrul Educațional Integrat (REI) - gestionată de UEFISCDI cuprinde:
- Registrul Matricol Unic care include date cu privire la toți studenții din România
- Harta instituțiilor de învățământ superior din România
- Date statistice cu privire la studenți

Platforma aracip.eu - gestionată de ARACIP, prezintă informații cu privire la rapoartele anuale de evaluare internă ale unitaților din învățământul preuniversitar evaluate de ARACIP.
Platforma subiecte.edu.ro - prezintă informații cu privire la subiectele și baremele examenelor naționale.
Platforma admitere.edu.ro - prezintă informațiile personalizate privind repartiția computerizată a elevilor la liceu.
Platforma manuale.edu.ro - oferă acces la manualele școlare disponibile gratuit online.
Platforma bacalaureat.edu.ro -e prezintă informațiile privind desfășurarea examenului de bacalaureat precum și rezultatele individuale.
Platforma titularizare.edu.ro - prezintă informațiile privind desfășurarea examenului de titlularizare în învățământul preuniversitar precum și rezultatele individuale.
Brain Map - gestionată de UEFISCDI, reprezintă un instrument de recrutare a experților care doresc să se implice în procesele de evaluare a proiectelor depuse pentru a atrage finanțare prin Planul Național de Cercetare-Dezvoltare și Inovare 2015-2020. În plus, platforma susține procesul de depunere și evaluare a candidaturii celor interesați să facă parte din diverse comisii de specialitate de la nivelul consiliilor sau organismelor consultative, precum consiliul CNATDCU.
Forum.edu.ro - este forumul oficial de discuții al Ministerului Educației Naționale.

## Evoluția denumirilor Ministerului Educației și Cercetării
De-a lungul anilor, Ministerul și-a schimbat denumirea. Începând cu anul 1868, Ministerul de resort s-a numit Ministerul Cultelor și Instrucțiunii Publice, până în 1921. 
- Ministerul Cultelor și Instrucțiunii Publice (1868 – 1921);
- Ministerul Instrucțiunii Publice (1921 – 1929);
- Ministerul Instrucțiunii Publice și Cultelor (1929 – 1932);
- Ministerul Instrucțiunii Publice, Cultelor și Artelor (1932 – 1934);
- Ministerul Instrucțiunii Publice (1934 – 1937);
- Ministerul Educației Naționale (1937 – 1940);
- Ministerul Educației Naționale, Cultelor și Artelor (1940 – 1941);
- Ministerul Culturii Naționale și Cultelor (1941 – 1944);
- Ministerul Educației Naționale (1944 – 1948);
- Ministerul Învățământului Public (1948 – 1952);
- Ministerul Învățământului (1952 – 1953);
- Ministerul Învățământului Public (1953);
- Ministerul Învățământului Superior (1953);
- Ministerul Învățământului (1953);
- Ministerul Învățământului și Culturii (1957 – 1963);
- Ministerul Învățământului (1963 – 1976);
- Ministerul Educației și Învățământului (1976 – 1989);
- Ministerul Învățământului (30.12.1989 – 28.06.1990);
- Ministerul Învățământului și Științei (28.06.1990 – 19.11.1992);
- Ministerul Învățământului (19.11.1992 – 05.12.1998);
- Ministerul Educației Naționale (05.12.1998 – 19.06.2003);
- Ministerul Educației, Cercetării și Tineretului (19.06.2003 – 11.03.2004);
- Ministerul Educației și Cercetării (11.03.2004 – 28.12.2004);
- Ministerul Educației, Cercetării și Tineretului (29.12.2004 – 22.12.2008);
- Ministerul Educației, Cercetării și Inovării (23.12.2008 – 27.04.2012);
- Ministrul Educației, Cercetării, Tineretului și Sportului (27.04.2012 – 21.12.2012);
- Ministerul Educației Naționale (21.12.2012 – 04.11.2019);
- Ministerul Educației și Cercetării (04.11.2019 – 23.12.2020);
- Ministerul Educației (23.12.2020 – 24.12.2024);
- Ministerul Educației și Cercetării (25.12.2024 – prezent).

La data de 15 ianuarie 2010, Ministerul Educației și Cercetării a preluat atribuțiile Ministerului Tineretului și Sportului și s-a transformat în Ministerul Educației, Cercetării, Tineretului și Sportului. După preluare, Ministerul Educației avea șase secretari de stat și 691 posturi, pe lângă demnitarii și posturile aferente cabinetului ministrului. 
La data de 21 decembrie 2012 Ministerul Educației, Cercetării,Tineretului și Sportului s-a împărțit în Ministerul Tineretului și Sportului și Ministerul Educației Naționale, acesta din urmă preluând cea mai mare parte din fostul minister. 
Din 4 noiembrie 2019, odată cu învestirea cabinetului Ludovic Orban, Ministerul Educației Naționale a fuzionat cu Ministerul Cercetării și Inovării pentru a forma Ministerul Educației și Cercetării.
Odată cu investirea guvernului Cîțu, începând cu data de 23 decembrie 2020 Ministerul Educației Naționale s-a împărțit în Ministerul Educației și Ministrul Cercetării, Inovării și Digitalizării, primul menționat preluând cele mai multe atribuții ale fostului minister.